# Emergency (bande dessinée)
Pour les articles homonymes, voir Emergency.
Emergency est une série de bande dessinée d'aviation créée par Frédéric Zumbiehl, dont le premier album est paru depuis le 15 avril 2010. Les albums de cette série comportent plusieurs courtes histoires, tirées d'histoires vraies de l'aviation et de l'aéronautique, de la Première Guerre mondiale à nos jours. Il s'agit d'un concept de bande dessinée, qui mêle une certaine forme de récit et d'histoires dessinées concernant l'aéronautique.

## Personnages
Les personnages au centre des histoires sont tous des personnages encore vivants ou non, ayant été au centre d'histoires vraies en aéronautique, c'est-à-dire ayant vécu eux-mêmes des événements historiques de l'aviation, voire y ayant pris part pour la majorité. Cela s'étend parfois à un groupe de personnages, lorsque l'histoire met en scène une escadrille par exemple, ou un événement avec des histoires similaires. Parmi les personnages ou les groupes de personnages, on peut citer :
- Chuck Yeager
- Hanna Reitsch
- les hommes de la mission Apollo 13
- Adolf Galland

## Faits historiques relatés
- Tentative de record d'altitude de Chuck Yeager de 1963
- Atterrissage d'Hanna Reitsch dans Berlin dévasté
- Adolf Galland, la Jagdverband 44 et les derniers combats du Me 262
- Incident de l'U-2 abattu au-dessus de l'URSS en 1960
- L'accident du USS Forrestal

## Analyse
La série décrit les faits, connus ou plus méconnus, à partir de la documentation dont disposent les collectifs d'auteurs et de scénaristes, tous spécialistes de l'aéronautique ou de l'aviation, et notamment de l'histoire de l'aviation dans les conflits. Les collectifs puisent aussi dans leurs spécialités pour apporter un maximum de détails historiques et techniques aux histoires, les rendant plus véridiques.

## Albums
- no 1, avril 2010
- no 2, avril 2011
- no 3, mai 2012
- no 4, septembre 2013

## Les avions présents dans les histoires
- Me 262
- North American P-51 Mustang
- Grumman TBF Avenger
- McDonnell Douglas F-4 Phantom II
- Dassault Mirage 2000
- Fieseler Fi 156 Storch